# Треугольник Кионга
Треугольник Кионга — небольшая территория на крайнем северо-востоке Мозамбика (на границе с Танзанией), на берегу Индийского океана, южнее реки Рувума, вокруг посёлка-порта Кионга.
В 1886 году Германия и Португалия договорились провести границу между Германской Восточной Африкой (в состав которой входила нынешняя материковая часть Танзании) и Португальской Восточной Африкой (нынешним Мозамбиком) по реке Рувуме. Но в 1892 году Германия объявила, что Португалия не имеет прав на территории севернее мыса Кабу-Делгаду (примерно в 10 км к югу от устья Рувумы). В 1894 году германский флот захватил Кионгу, а германские войска оккупировали её окрестности площадью 395 кв. км.
После Первой мировой войны эта территория снова стала частью Португальской Восточной Африки: согласно Версальскому договору треугольник Кионга стал единственным территориальным приобретением Португалии в результате победы Антанты в войне. Граница между Португальской Восточной Африкой и теперь уже британской подмандатной территорией Танганьика снова проходила по реке Рувума.